# 2023年台灣大賽
2023年中華職棒總冠軍賽，正式名稱為2023年CPBL中華電信台灣大賽， 是中華職棒34年的最後一個系列賽，系列賽採七戰四勝制，先拿四勝者成為該年度總冠軍；系列賽在2023年11月4日至11月12日進行，分別在臺北市立天母棒球場、樂天桃園棒球場舉行，參賽的兩支球隊分別是全年冠軍隊伍味全龍、季後挑戰賽獲勝隊伍樂天桃猿， 兩隊是首次於總冠軍賽交手， 也是台灣大賽首次出現「北台灣大戰」。

## 背景
| 排名球隊 | 隊伍           | 應賽 | 已賽 | 勝場 | 敗場 | 和局 | 勝率 | 勝差 | 淘汰指數 |
| -------- | -------------- | ---- | ---- | ---- | ---- | ---- | ---- | ---- | -------- |
| 1        | 統一7-ELEVEn獅 | 60   | 60   | 34   | 24   | 2    | .586 | –    | 封王     |
| 2        | 味全龍         | 60   | 60   | 30   | 27   | 3    | .526 | 3.5  | 淘汰     |
| 3        | 樂天桃猿       | 60   | 60   | 29   | 28   | 3    | .509 | 4.5  | 淘汰     |
| 4        | 中信兄弟       | 60   | 60   | 28   | 28   | 4    | .500 | 5.0  | 淘汰     |
| 5        | 富邦悍將       | 60   | 60   | 21   | 35   | 4    | .375 | 12.0 | 淘汰     |

| 排名球隊 | 隊伍           | 應賽 | 已賽 | 勝場 | 敗場 | 和局 | 勝率 | 勝差 | 淘汰指數 |
| -------- | -------------- | ---- | ---- | ---- | ---- | ---- | ---- | ---- | -------- |
| 1        | 味全龍         | 60   | 60   | 32   | 26   | 2    | .552 | –    | 封王     |
| 2        | 樂天桃猿       | 60   | 60   | 31   | 28   | 1    | .517 | 1.5  | 淘汰     |
| 3        | 中信兄弟       | 60   | 60   | 29   | 30   | 1    | .492 | 3.5  | 淘汰     |
| 4        | 統一7-ELEVEn獅 | 60   | 60   | 28   | 31   | 1    | .475 | 4.5  | 淘汰     |
| 4        | 富邦悍將       | 60   | 60   | 27   | 32   | 1    | .458 | 5.5  | 淘汰     |

| 排名球隊 | 隊伍           | 應賽 | 已賽 | 勝場 | 敗場 | 和局 | 勝率 | 勝差 | 淘汰指數 |
| -------- | -------------- | ---- | ---- | ---- | ---- | ---- | ---- | ---- | -------- |
| 1        | 味全龍         | 120  | 120  | 62   | 53   | 5    | .539 | -    | 封王     |
| 2        | 統一7-ELEVEn獅 | 120  | 120  | 62   | 55   | 3    | .530 | 1.0  | 淘汰     |
| 3        | 樂天桃猿       | 120  | 120  | 60   | 56   | 4    | .517 | 2.5  | 淘汰     |
| 4        | 中信兄弟       | 120  | 120  | 57   | 58   | 5    | .496 | 5.0  | 淘汰     |
| 5        | 富邦悍將       | 120  | 120  | 48   | 67   | 5    | .417 | 14.0 | 淘汰     |

## 登錄名單
| 樂天桃猿                                                                                     | 守位   | 味全龍                                                                                             |
| -------------------------------------------------------------------------------------------- | ------ | -------------------------------------------------------------------------------------------------- |
| 黃偉晟、陳冠宇、陳鴻文、朱俊祥、道博格、曾仁和、賴鴻誠、威能帝、豪勁、王志煊、黃子鵬、陳克羿 | 投手   | 鋼龍、布里悍、伍鐸、王維中、郭郁政、張景淯、陳冠偉、羅華韋、林子昱、王躍霖、林凱威、呂詠臻、徐若熙 |
| 宋嘉翔、林泓育、廖健富、嚴宏鈞                                                               | 捕手   | 劉時豪、蔣少宏、吉力吉撈·鞏冠                                                                      |
| 梁家榮、林承飛、郭永維、林子偉、陳俊秀、林立、林智平、朱育賢、馬傑森                         | 內野手 | 李凱威、張政禹、林智勝、曾傳昇、劉基鴻、拿莫·伊漾、石翔宇、瑪仕革斯·俄霸律尼                       |
| 成晉、林政華、陳晨威                                                                         | 外野手 | 林孝程、郭天信、高孝儀、冉承霖                                                                     |

## 逐場賽況
| 賽程     | G1                         | G2                         | G3                             | G4                             | G5                          | G6                         | G7                         |
| -------- | -------------------------- | -------------------------- | ------------------------------ | ------------------------------ | --------------------------- | -------------------------- | -------------------------- |
| 比賽結果 | 11/04 天母 樂天 2 : 3 味全 | 11/05 天母 樂天 4 : 0 味全 | 11/07 樂天桃園 味全 4 : 7 樂天 | 11/08 樂天桃園 味全 4 : 1 樂天 | 11/10 天母 樂天 11 : 0 味全 | 11/11 天母 樂天 0 : 2 味全 | 11/12 天母 樂天 3 : 6 味全 |

### 第一場（11月04日）
| 2023年中華職棒總冠軍賽 G1 （2023/11/04 星期六，場地：天母，開始時間：17:05，進行時間：05:17） |                 |                 |                 |                 |                 |                 |                 |                 |                 |                 |                 |                 |                 |                 |                 |                 |                 |                                                    |                                                 |                                          |
| 樂天 2 : 3 味全                                                                               | 樂天 2 : 3 味全 | 樂天 2 : 3 味全 | 樂天 2 : 3 味全 | 樂天 2 : 3 味全 | 樂天 2 : 3 味全 | 樂天 2 : 3 味全 | 樂天 2 : 3 味全 | 樂天 2 : 3 味全 | 樂天 2 : 3 味全 | 樂天 2 : 3 味全 | 樂天 2 : 3 味全 | 樂天 2 : 3 味全 | 樂天 2 : 3 味全 | 樂天 2 : 3 味全 | 樂天 2 : 3 味全 | 樂天 2 : 3 味全 | 樂天 2 : 3 味全 | 投手成績                                           | 打擊成績                                        | 相關資料                                 |
| 球隊                                                                                          | 1               | 2               | 3               | 4               | 5               | 6               | 7               | 8               | 9               | 10              | 11              | 12              | 13              | 14              | R               | H               | E               | 勝投：郭郁政（1W） 敗投：黃偉晟（1L） 救援成功：無 | 勝利打點：劉基鴻（14下） 全壘打：劉基鴻（雙響） | MVP：劉基鴻 主審：張展榮 觀眾人數：10000 |
| 樂天                                                                                          | 0               | 0               | 0               | 0               | 1               | 0               | 1               | 0               | 0               | 0               | 0               | 0               | 0               | 0               | 2               | 8               | 0               | 勝投：郭郁政（1W） 敗投：黃偉晟（1L） 救援成功：無 | 勝利打點：劉基鴻（14下） 全壘打：劉基鴻（雙響） | MVP：劉基鴻 主審：張展榮 觀眾人數：10000 |
| 味全                                                                                          | 2               | 0               | 0               | 0               | 0               | 0               | 0               | 0               | 0               | 0               | 0               | 0               | 0               | 1               | 3               | 13              | 1               | 勝投：郭郁政（1W） 敗投：黃偉晟（1L） 救援成功：無 | 勝利打點：劉基鴻（14下） 全壘打：劉基鴻（雙響） | MVP：劉基鴻 主審：張展榮 觀眾人數：10000 |

第1戰，以逸待勞的味全龍由徐若熙打頭陣，樂天桃猿則推出威能帝。
1局上，徐若熙面對首名打者林立，飆破150公里球速，製造二壘滾地球，對成晉投出157公里球速，讓對方擊出游擊滾地球，再讓梁家榮擊出二壘滾地球出局。首局就飆出157公里，聯盟若賽後認證，將追平台灣大賽最快球速，這也是徐若熙個人生涯最速。
1局下，威能帝對首名打者拿莫·伊漾投出保送，第4棒劉基鴻於2出局時轟出2分炮助味全龍先馳得點。根據聯盟紀錄，劉基鴻擔任4棒開轟，也是史上第2年輕（23歲1天），最年輕是張泰山22歲4天，彭政閔為23歲65天。值得一提的是，張泰山球員時期初扛4棒開轟是1998年，正好是25年前的今天。
徐若熙前4局可圈可點，但5上續投出現亂流，接連被林承飛、朱育賢擊出安打，接著嚴宏鈞擊成滾地球自行下丘處理時傳一壘暴傳失誤，形成無人出局滿壘的危機，隨即退場；此役主投4+局用74球、54球好球，被敲4支安打，另有4次三振，沒有任何四壞球保送，失掉1分非責失。羅華韋接手，保送陳晨威，讓桃猿擠回1分；味全再換投，王躍霖登板，林立擊出二壘強勁平飛球遭接殺，成晉則擊出雙殺打。
伍鐸6局登板，不過7上林承飛、朱育賢串連安打，樂天追平比數也令5局被敲6安（包括1轟）失2分7K的威能帝解套。
8局下，味全一度攻佔得點圈，張政禹1出局後擊出左外野飛球，左外野手朱育賢接球後長傳本壘，助殺往本壘的跑者，瞬間阻斷對方攻勢，味全提出挑戰仍維持原判。
伍鐸後援3局失掉1分，林凱威9局登板，讓桃猿3上3下。桃猿9局推道博格連續飆3K，兩隊戰至延長賽，為台灣大賽史上第15場延長賽，其中G1包辦了4場。
10下，道博格續投，郭天信擊出安打，劉基鴻遭三振，李凱威右外野安打，味全攻佔一三壘，味全換代打林智勝，2好2壞時站著不動遭到三振，下一棒蔣少宏擊出游擊滾地球出局。
11上，林子昱2出局後保送廖健富，陳俊秀安打，一三壘有人，林承飛擊出一壘界外飛球出局。11下，陳鴻文登板，2出局後保送拿莫·伊漾，吉力吉撈·鞏冠敲安，一二壘有人，郭天信擊出一壘滾地球出局。
12上，味全換第7任投手陳冠偉，製造三上三下。桃猿12局也換上第7任投手朱俊祥，味全三上三下。
14上，味全龍換上第8任投手郭郁政，林泓育代打敲安，2出局後，林子偉上場代打遭敬遠，下一棒嚴宏鈞擊出一壘滾地球出局。14下樂天也動用第8任投手黃偉晟，但劉基鴻在2出局時擊出再見陽春炮，為自己與味全龍送上最完美的生日禮物。
劉基鴻成為台灣大賽史上第15人單場雙響炮(包含林智勝一次三響砲)且是中職史上第一人在台灣大賽擊出再見全壘打。此戰雙方動用多達42人追平2015年G3紀錄，其中勞苦功高的投手更是動用16人、單場9個中繼點，締造新猷。

### 第二場（11月05日）
| 2023年中華職棒總冠軍賽 G2 （2023/11/05 星期日，場地：天母，開始時間：17:05，進行時間：03:46） |                 |                 |                 |                 |                 |                 |                 |                 |                 |                 |                 |                 |                 |                 |                                                  |                                     |                                          |
| 樂天 4 : 0 味全                                                                               | 樂天 4 : 0 味全 | 樂天 4 : 0 味全 | 樂天 4 : 0 味全 | 樂天 4 : 0 味全 | 樂天 4 : 0 味全 | 樂天 4 : 0 味全 | 樂天 4 : 0 味全 | 樂天 4 : 0 味全 | 樂天 4 : 0 味全 | 樂天 4 : 0 味全 | 樂天 4 : 0 味全 | 樂天 4 : 0 味全 | 樂天 4 : 0 味全 | 樂天 4 : 0 味全 | 投手成績                                         | 打擊成績                            | 相關資料                                 |
| 球隊                                                                                          | 1               | 2               | 3               | 4               | 5               | 6               | 7               | 8               | 9               | 10              | 11              | R               | H               | E               | 勝投：豪勁（1W） 敗投：王維中（1L） 救援成功：無 | 勝利打點：梁家榮（11上） 全壘打：無 | MVP：梁家榮 主審：王俊宏 觀眾人數：10000 |
| 樂天                                                                                          | 0               | 0               | 0               | 0               | 0               | 0               | 0               | 0               | 0               | 0               | 4               | 4               | 8               | 0               | 勝投：豪勁（1W） 敗投：王維中（1L） 救援成功：無 | 勝利打點：梁家榮（11上） 全壘打：無 | MVP：梁家榮 主審：王俊宏 觀眾人數：10000 |
| 味全                                                                                          | 0               | 0               | 0               | 0               | 0               | 0               | 0               | 0               | 0               | 0               | 0               | 0               | 5               | 1               | 勝投：豪勁（1W） 敗投：王維中（1L） 救援成功：無 | 勝利打點：梁家榮（11上） 全壘打：無 | MVP：梁家榮 主審：王俊宏 觀眾人數：10000 |

第2戰，味全龍派出洋投布里悍先發，對上樂天桃猿本土一哥黃子鵬，再度形成精采的投手戰，雙雙8局無失分。
9局結束雙方都沒有得分，連續2天進入延長賽（台灣大賽第16場）史上第3次台灣大賽背靠背延長賽，其中頭2場都打進延長賽更是史上第一次。
樂天在延長賽第11局攻破王維中，率先得分，林立獲得四壞球，梁家榮擊出三壘邊線二壘安打，有1分打點，林智平擊出右外野安打，陳俊秀擊出左外野安打，再打下1分，林承飛擊出左外野安打，滿壘狀況下，成晉與林泓育接連選到四壞球，再擠回2分，樂天寫下4分大局。終場樂天4比0完封味全，拿下入主桃猿以來的台灣大賽首勝，系列戰扳成1勝1敗。

### 第三場（11月07日）
| 2023年中華職棒總冠軍賽 G3 （2023/11/04 星期二，場地：樂天桃園，開始時間：18:35，進行時間：03:51） |                 |                 |                 |                 |                 |                 |                 |                 |                 |                 |                 |                 |                                                             |                                               |                                          |
| 味全 4 : 7 樂天                                                                                   | 味全 4 : 7 樂天 | 味全 4 : 7 樂天 | 味全 4 : 7 樂天 | 味全 4 : 7 樂天 | 味全 4 : 7 樂天 | 味全 4 : 7 樂天 | 味全 4 : 7 樂天 | 味全 4 : 7 樂天 | 味全 4 : 7 樂天 | 味全 4 : 7 樂天 | 味全 4 : 7 樂天 | 味全 4 : 7 樂天 | 投手成績                                                    | 打擊成績                                      | 相關資料                                 |
| 球隊                                                                                              | 1               | 2               | 3               | 4               | 5               | 6               | 7               | 8               | 9               | R               | H               | E               | 勝投：豪勁（2W） 敗投：林凱威（1L） 救援成功：道博格（1SV） | 勝利打點：嚴宏鈞（8下） 全壘打：吉力吉撈·鞏冠 | MVP：嚴宏鈞 主審：紀華文 觀眾人數：11013 |
| 味全                                                                                              | 1               | 1               | 0               | 0               | 0               | 0               | 2               | 0               | 0               | 4               | 13              | 1               | 勝投：豪勁（2W） 敗投：林凱威（1L） 救援成功：道博格（1SV） | 勝利打點：嚴宏鈞（8下） 全壘打：吉力吉撈·鞏冠 | MVP：嚴宏鈞 主審：紀華文 觀眾人數：11013 |
| 樂天                                                                                              | 0               | 0               | 3               | 0               | 1               | 0               | 0               | 3               | X               | 7               | 9               | 0               | 勝投：豪勁（2W） 敗投：林凱威（1L） 救援成功：道博格（1SV） | 勝利打點：嚴宏鈞（8下） 全壘打：吉力吉撈·鞏冠 | MVP：嚴宏鈞 主審：紀華文 觀眾人數：11013 |

第3戰，味全龍派出洋投鋼龍先發，樂天桃猿則交給曾仁和。
味全龍作客下馬威，1上吉力吉撈・鞏冠轟出右外野反方向陽春炮，2上後段棒次建功，林孝程掃出安打後利用滾地球攻佔得點圈，第九棒的張政禹掃出二壘安打，再添加1分，取得2比0領先。
桃猿3下展開反攻，嚴宏鈞保送上壘，陳晨威掃安打，林立執行短打形成滿壘，陳俊秀打擊時，鋼龍發生暴投送分，隨後陳俊秀掃二壘安打攻下2分，樂天單局拿下3分超前。
桃猿5下又發動攻勢，林立掃中外野二壘安打，系列賽首安出爐，利用對方暴投攻佔三壘，陳俊秀保送上壘，梁家榮敲中外野高飛犧牲打追加1分。
7上，味全龍拿莫・伊漾面對左投王志煊敲安打，終結總冠軍賽9支0低潮，張政禹再敲安打攻佔得點圈，李凱威連線擊出安打追回1分，桃猿換上豪勁救火，但吉力吉撈掃安打形成滿壘，郭天信鎖定低角度球敲出右外野安打進帳1分扳成4比4平手。
8上，味全龍瑪仕革斯．俄霸律尼代打敲安打，但換上來的代跑冉承霖被牽制出局，無功而返。
8下，樂天突破味全龍第5任投手林凱威，朱育賢保送，成晉短打推進，嚴宏鈞敲右外野安打帶回超前分，陳晨威選到保送，林立掃安打再下一城。儘管味全緊急換上陳冠偉，還是讓樂天靠著陳俊秀執行犧牲短打再下一城，再度單局拿3分。
9上，道博格被攻佔得點圈，仍有驚無險關門成功，樂天桃猿7比4獲勝，台灣大賽取得2勝1敗優勢。

### 第四場（11月08日）
| 2023年中華職棒總冠軍賽 G4 （2023/11/08 星期三，場地：樂天桃園，開始時間：18:35，進行時間：03:35） |                 |                 |                 |                 |                 |                 |                 |                 |                 |                 |                 |                 |                                                             |                                    |                                        |
| 味全 4 : 1 樂天                                                                                   | 味全 4 : 1 樂天 | 味全 4 : 1 樂天 | 味全 4 : 1 樂天 | 味全 4 : 1 樂天 | 味全 4 : 1 樂天 | 味全 4 : 1 樂天 | 味全 4 : 1 樂天 | 味全 4 : 1 樂天 | 味全 4 : 1 樂天 | 味全 4 : 1 樂天 | 味全 4 : 1 樂天 | 味全 4 : 1 樂天 | 投手成績                                                    | 打擊成績                           | 相關資料                               |
| 球隊                                                                                              | 1               | 2               | 3               | 4               | 5               | 6               | 7               | 8               | 9               | R               | H               | E               | 勝投：伍鐸（1W） 敗投：陳鴻文（1L） 救援成功：陳冠偉（1SV） | 勝利打點：蔣少宏（6上） 全壘打：無 | MVP：伍鐸 主審：蘇建文 觀眾人數：12029 |
| 味全                                                                                              | 0               | 1               | 0               | 0               | 0               | 2               | 0               | 0               | 1               | 4               | 11              | 1               | 勝投：伍鐸（1W） 敗投：陳鴻文（1L） 救援成功：陳冠偉（1SV） | 勝利打點：蔣少宏（6上） 全壘打：無 | MVP：伍鐸 主審：蘇建文 觀眾人數：12029 |
| 樂天                                                                                              | 0               | 0               | 0               | 0               | 1               | 0               | 0               | 0               | 0               | 1               | 5               | 3               | 勝投：伍鐸（1W） 敗投：陳鴻文（1L） 救援成功：陳冠偉（1SV） | 勝利打點：蔣少宏（6上） 全壘打：無 | MVP：伍鐸 主審：蘇建文 觀眾人數：12029 |

第4戰，味全龍派出老牌洋投伍鐸，樂天桃猿由陳克羿把關。
2上，林孝程獲得四壞球後靠盜壘加捕手暴傳上到三壘，張政禹擊出中間方向滾地球又造成林立接球失誤，林孝程為味全跑回第1分。
2下，樂天無人出局攻占滿壘，但成晉、嚴宏鈞擊出右外野無效飛球，陳晨威遭到三振，留下滿壘殘壘。
5下，樂天打破鴨蛋，林立擊出右外野安打，陳俊秀擊出中外野安打，林立上到三壘，梁家榮擊出三壘方向軟弱滾地球刺殺，帶有1分打點，樂天追平比數。
6上，龍隊重啟攻勢，林孝程擊出右外野二壘安打，張政禹觸擊短打，樂天選擇傳三壘但沒有抓到林孝程，蔣少宏擊出左外野1分打點安打，冉承霖擊出二壘滾地球，藉由野手選擇上壘，再送回1分。
9上，味全再添靠李凱威、吉力吉撈．鞏冠、郭天信安打串聯打回第4分，並由陳冠偉順利關上大門，終場味全4比1打敗樂天，系列戰扳成2勝2敗平手。

### 第五場（11月10日）
| 2023年中華職棒總冠軍賽 G5 （2023/11/10 星期五，場地：天母，開始時間：18:35，進行時間：03:23） |                  |                  |                  |                  |                  |                  |                  |                  |                  |                  |                  |                  |                                                    |                                                        |                                          |
| 樂天 11 : 0 味全                                                                              | 樂天 11 : 0 味全 | 樂天 11 : 0 味全 | 樂天 11 : 0 味全 | 樂天 11 : 0 味全 | 樂天 11 : 0 味全 | 樂天 11 : 0 味全 | 樂天 11 : 0 味全 | 樂天 11 : 0 味全 | 樂天 11 : 0 味全 | 樂天 11 : 0 味全 | 樂天 11 : 0 味全 | 樂天 11 : 0 味全 | 投手成績                                           | 打擊成績                                               | 相關資料                                 |
| 球隊                                                                                          | 1                | 2                | 3                | 4                | 5                | 6                | 7                | 8                | 9                | R                | H                | E                | 勝投：威能帝（1W） 敗投：布里悍（1L） 救援成功：無 | 勝利打點：朱育賢（2上） 全壘打：朱育賢（雙響）、廖健富 | MVP：威能帝 主審：張展榮 觀眾人數：10000 |
| 樂天                                                                                          | 0                | 1                | 2                | 3                | 1                | 0                | 3                | 1                | 0                | 11               | 15               | 1                | 勝投：威能帝（1W） 敗投：布里悍（1L） 救援成功：無 | 勝利打點：朱育賢（2上） 全壘打：朱育賢（雙響）、廖健富 | MVP：威能帝 主審：張展榮 觀眾人數：10000 |
| 味全                                                                                          | 0                | 0                | 0                | 0                | 0                | 0                | 0                | 0                | 0                | 0                | 7                | 0                | 勝投：威能帝（1W） 敗投：布里悍（1L） 救援成功：無 | 勝利打點：朱育賢（2上） 全壘打：朱育賢（雙響）、廖健富 | MVP：威能帝 主審：張展榮 觀眾人數：10000 |

第5戰，味全龍推出布里悍，樂天桃猿則輪回到威能帝。
2上，朱育賢一棒開通樂天今年台灣大賽的全壘打帳戶，中外野陽春炮助隊先聲奪人。
3上，樂天持續進攻，嚴宏鈞擊出中外野安打，林立擊出中外野安打，陳俊秀遭到觸身球，滿壘狀況下，梁家榮敲出右外野安打，帶有2分打點。
4上，樂天機槍繼續掃射，林承飛擊出中外野二壘安打並由成晉中外野安打推進到三壘，嚴宏鈞強迫取分成功帶有1分打點，陳晨威擊出1分打點中外野安打也令布里悍黯然退場，但羅華韋接替沒能踩住煞車，林立補上1分打點中外野安打。布理悍3.2局失6分，表現與G2相距甚遠。
5上，廖健富對張景淯掃出右外野陽春全壘打，領先拉開到7比0。
7上，廖健富擊出右外野安打，朱育賢轟出右外野2分炮，林承飛揮出右外野二壘安打後靠著2次暴投回到本壘得分，比分差距拉開到10比0。
8上，梁家榮再補1分打點適時安打。
隊友火力奧援下，威能帝主投更加呼風喚雨，8局狂發13K（平台灣大賽紀錄）無失分徹底壓制味全打線。終場樂天11比0完封味全，不僅追平台灣大賽最大比分完封勝（2015年G7）更將系列賽帶到3勝2敗搶先聽牌。

### 第六場（11月11日）
| 2023年中華職棒總冠軍賽 G6 （2023/11/11 星期六，場地：天母，開始時間：17:05，進行時間：02:41） |                 |                 |                 |                 |                 |                 |                 |                 |                 |                 |                 |                 |                                                               |                                    |                                          |
| 樂天 0 : 2 味全                                                                               | 樂天 0 : 2 味全 | 樂天 0 : 2 味全 | 樂天 0 : 2 味全 | 樂天 0 : 2 味全 | 樂天 0 : 2 味全 | 樂天 0 : 2 味全 | 樂天 0 : 2 味全 | 樂天 0 : 2 味全 | 樂天 0 : 2 味全 | 樂天 0 : 2 味全 | 樂天 0 : 2 味全 | 樂天 0 : 2 味全 | 投手成績                                                      | 打擊成績                           | 相關資料                                 |
| 球隊                                                                                          | 1               | 2               | 3               | 4               | 5               | 6               | 7               | 8               | 9               | R               | H               | E               | 勝投：徐若熙（1W） 敗投：黃子鵬（1L） 救援成功：陳冠偉（2SV） | 勝利打點：劉基鴻（1下） 全壘打：無 | MVP：徐若熙 主審：王俊宏 觀眾人數：10000 |
| 樂天                                                                                          | 0               | 0               | 0               | 0               | 0               | 0               | 0               | 0               | 0               | 0               | 2               | 0               | 勝投：徐若熙（1W） 敗投：黃子鵬（1L） 救援成功：陳冠偉（2SV） | 勝利打點：劉基鴻（1下） 全壘打：無 | MVP：徐若熙 主審：王俊宏 觀眾人數：10000 |
| 味全                                                                                          | 1               | 0               | 0               | 0               | 0               | 1               | 0               | 0               | X               | 2               | 9               | 0               | 勝投：徐若熙（1W） 敗投：黃子鵬（1L） 救援成功：陳冠偉（2SV） | 勝利打點：劉基鴻（1下） 全壘打：無 | MVP：徐若熙 主審：王俊宏 觀眾人數：10000 |

第6戰，味全龍寄望徐若熙續命，樂天桃猿則派出黃子鵬力拚隊史第八冠也是球隊轉賣首冠。
徐若熙中職生涯常能投得好但受制於舊傷很難投得長，但在必須挺身而出的關鍵戰役，與黃子鵬形成精采的投手戰。
徐若熙先發7局僅挨1安飆出7次三振，沒有失分，繳出中職代表作。味全龍終場2比0完封樂天桃猿，絕境中扳回一城，戰線逼至明日第7戰，雙方將一戰定生死。
1局下，味全開啟攻勢，李凱威、吉力吉撈．鞏冠串連安打，郭天信犧牲短打護送隊友上到二三壘，劉基鴻左外野高飛犧牲打，龍隊先馳得點。
徐若熙第一輪對決完全壓制樂天打線，樂天直到5上2出局才終於由朱育賢敲出團隊首安，不過下一棒成晉二壘滾地球出局。
6下，龍隊打線支援，2出局劉基鴻、林智勝、張政禹安打串聯，添得保險分（張政禹趁傳上二壘）把黃子鵬打退場。賴鴻誠接手後，製造飛球瓦解味全攻勢。
徐若熙以78球投完7局，只被敲出1支安打，沒有任何保送，外帶7K無失分的表現，為台灣大賽本土史上第一人，且個人中職生涯首次投滿7局，這是徐若熙進職棒以來，生涯首次投到7局（此前單場最長主投是2021年9月25日，當時對手同樣是樂天桃猿，先發6局僅失1分）。
9上，陳冠偉登板關門，林智平與林泓育先後代打但都吞下三振，林立滿球數對決敲出樂天本場第二支安打，不過下一棒陳俊秀擊出一壘飛球出局，桃猿無功而返。
味全龍終場2比0完封樂天桃猿，絕境中扳回一城，將戰線逼至第7戰一決勝負。

### 第七場（11月12日）
| 2023年中華職棒總冠軍賽 G7 （2023/11/12 星期日，場地：天母，開始時間：17:05，進行時間：03:19） |                 |                 |                 |                 |                 |                 |                 |                 |                 |                 |                 |                 |                                                             |                                    |                                        |
| 樂天 3 : 6 味全                                                                               | 樂天 3 : 6 味全 | 樂天 3 : 6 味全 | 樂天 3 : 6 味全 | 樂天 3 : 6 味全 | 樂天 3 : 6 味全 | 樂天 3 : 6 味全 | 樂天 3 : 6 味全 | 樂天 3 : 6 味全 | 樂天 3 : 6 味全 | 樂天 3 : 6 味全 | 樂天 3 : 6 味全 | 樂天 3 : 6 味全 | 投手成績                                                    | 打擊成績                           | 相關資料                               |
| 球隊                                                                                          | 1               | 2               | 3               | 4               | 5               | 6               | 7               | 8               | 9               | R               | H               | E               | 勝投：鋼龍（1W） 敗投：道博格（1L） 救援成功：布里悍（1SV） | 勝利打點：林孝程（1下） 全壘打：無 | MVP：鋼龍 主審：紀華文 觀眾人數：10000 |
| 樂天                                                                                          | 1               | 2               | 0               | 0               | 0               | 0               | 0               | 0               | 0               | 3               | 7               | 1               | 勝投：鋼龍（1W） 敗投：道博格（1L） 救援成功：布里悍（1SV） | 勝利打點：林孝程（1下） 全壘打：無 | MVP：鋼龍 主審：紀華文 觀眾人數：10000 |
| 味全                                                                                          | 5               | 0               | 0               | 0               | 0               | 0               | 0               | 1               | X               | 6               | 8               | 2               | 勝投：鋼龍（1W） 敗投：道博格（1L） 救援成功：布里悍（1SV） | 勝利打點：林孝程（1下） 全壘打：無 | MVP：鋼龍 主審：紀華文 觀眾人數：10000 |

第7戰，味全龍派出鋼龍力拚隊史第五冠，樂天桃猿則派出道博格力拼隊史第八冠也是球隊轉賣首冠。
樂天1局上雖靠林立、廖健富相繼安打先馳得點，1局下味全趁道博格控球走鐘，於2出局後選到4個保送，配合張政禹用腳程拚出內野安打，味全連得3分以3比1超前樂天緊急曾仁和接手，面對首名打者高孝儀就被擊出安打，味全再添2分以5比1拉開領先。
樂天雖於2局上靠陳晨威二壘安打搶回2分，5局上重啟攻勢無人出局2人在壘，但林立、陳俊秀、梁家榮連續被鋼龍三振，樂天錯失扳平比數的最佳機會。
味全把3名洋投全部押上，鋼龍交出6局失3分有2分責失的優質先發，伍鐸中繼2局演出6上6下，第9局由布里悍關門，味全龍在2出局後先被林承飛與林智平敲出安打面臨失分危機，最終讓林泓育擊出界外飛球出局，終場味全6比3力克樂天，相隔24年奪下總冠軍，也是隊史第5座總冠軍，以及重返中華職棒後首座總冠軍金盃。
- 味全龍隊史第5次總冠軍((1990、1997、1998、1999、2023)〔聯盟史上第四多，第一:統一-10、第二:兄弟-7+中信兄弟-2、第三:La New-1+Lamigo-6、第五:興農牛-2+義大犀牛-1）
- 味全龍隊史參與總冠軍賽7次 (1990、1991、1996、1997、1998、1999、2023) 【聯盟總冠軍賽記錄： 16次-統一】
- 徐若熙 以23年又11天奪下總冠軍賽MVP【聯盟第二年輕記錄；最年輕：岳政華(2022 中信兄弟)─21歲284天】
- 林智勝 總冠軍賽個人累計40得分 【聯盟總冠軍賽紀錄: 彭政閔 41得分、林泓育40得分】
- 鋼龍 總冠軍賽單局3次奪三振【五局上 平聯盟記錄:多人並列】
- 鋼龍總冠軍賽連續4打席奪三振【聯盟次高紀錄；聯盟記錄：連續5打席奪三振，多人並列】
- 道博格 首局單局5次四壞保送(破聯盟總冠軍賽史上單局最多四壞保送記錄，原記錄:紐維拉 2019/10/17 G5 第一局 4次，聯盟單局最多四死球:艾瓦多 2008/10/28 G3 第二局 5次)
- 曾仁和 CPBL總冠軍賽非先發投手單場 7 投球局數〔平聯盟總冠軍賽史上非先發投手單場最多投球局數，原記錄 2001/10/9 統一7-ELEVEn獅-高龍偉 vs.兄弟〕

## 外部連結
- 中華職業棒球大聯盟（页面存档备份，存于）（繁體中文）
- 2023年台灣大賽在台灣棒球維基館上的頁面（繁體中文）